# Station Wołów
Station Wołów is een spoorwegstation in de Poolse plaats Wołów.